# Heinrich-Schütz-Haus (Weißenfels)
Het Heinrich-Schütz-Haus is sinds 1956 een museum in Weißenfels in de Duitse deelstaat Saksen-Anhalt. Het is het enige voormalige woonhuis van de barokcomponist Heinrich Schütz dat vrijwel in de originele staat behouden is gebleven. Schütz woonde hier in zijn laatste jaren tot aan zijn dood in 1672.
Op drie etages wordt ingegaan op het werk en leven van de componist. Zijn toenmalige werkkamer is in ere hersteld en er staan historische muziekinstrumenten uitgestald die van belang waren in zijn leven. Te zien zijn ook de twee bladen met handgeschreven notenschrift die in het huis werden teruggevonden. Ook worden vroege uitgaves van zijn werk getoond. Verspreid in het museum staan mediapunten waar naar zijn muziek geluisterd kan worden en naar films gekeken kan worden.
Bezoekers kunnen de componist ontmoeten in een fictief hoorspel. Sinds de grondige renovatie in 2010-11 is er een archeologisch en architectonisch ontdekkingspad aangelegd waarlangs allerlei details rondom het gebouw en vondsten inzichtelijk worden gemaakt.
In samenwerking met het Heinrich-Schütz-Haus in Bad Köstritz en een aantal andere organisaties worden jaarlijks in de eerste helft van oktober de Mitteldeutsche Heinrich-Schütz-Tage georganiseerd. Tijdens deze dagen worden allerlei concerten, lezingen, cursussen en andere evenementen georganiseerd. Daarnaast vindt jaarlijks in mei in  Weißenfels de muziekweek plaats.

## Impressie

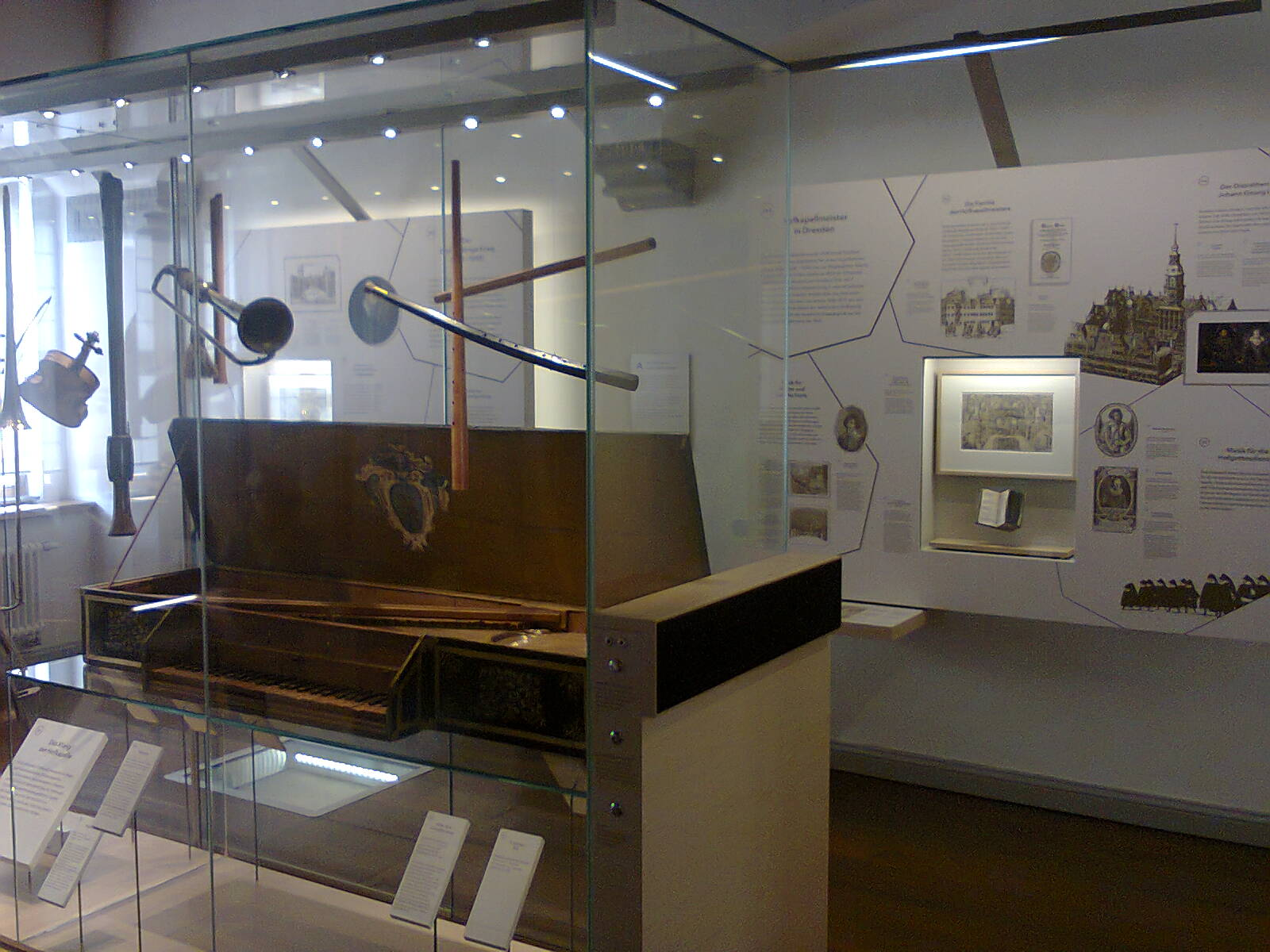
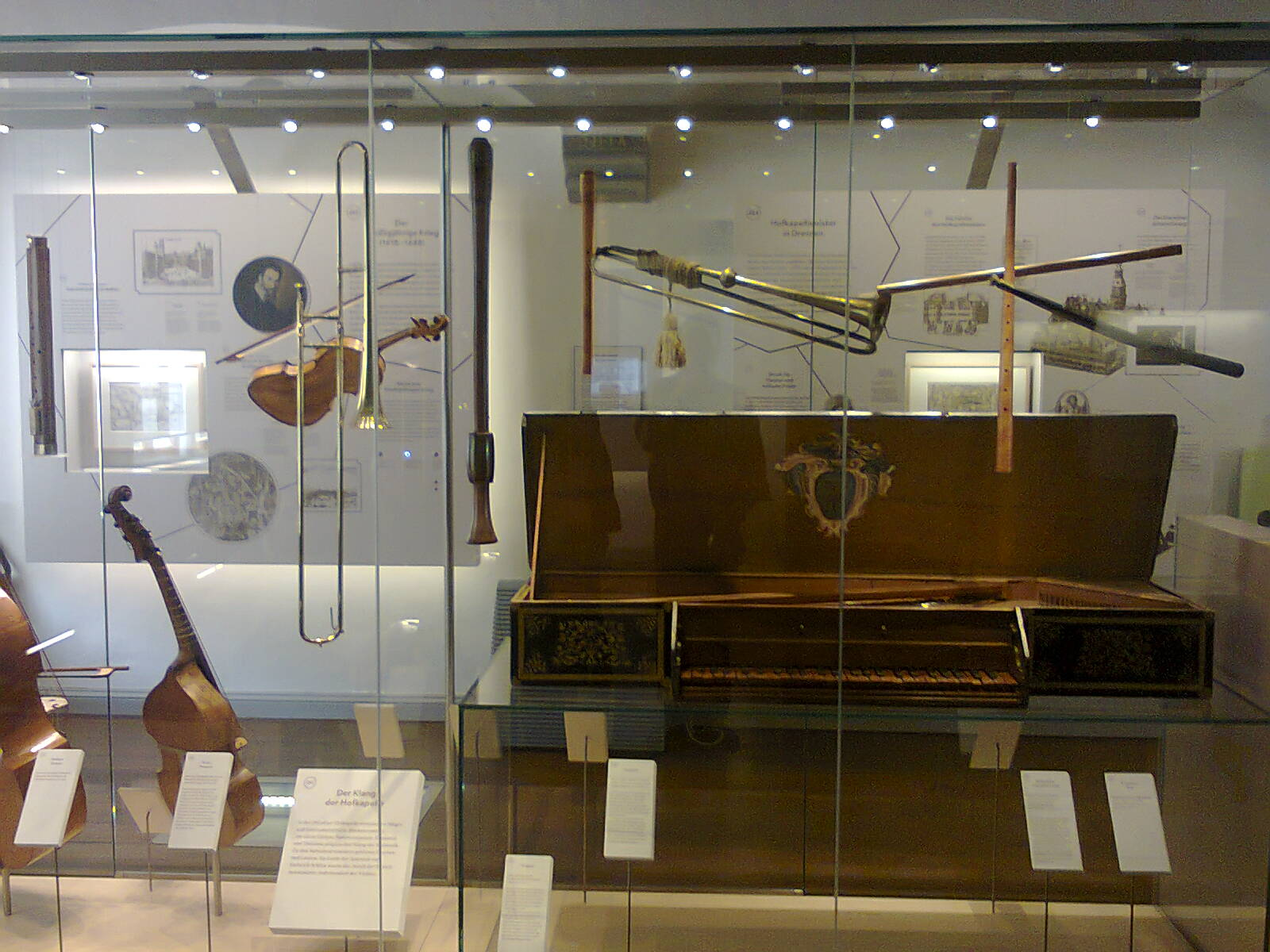
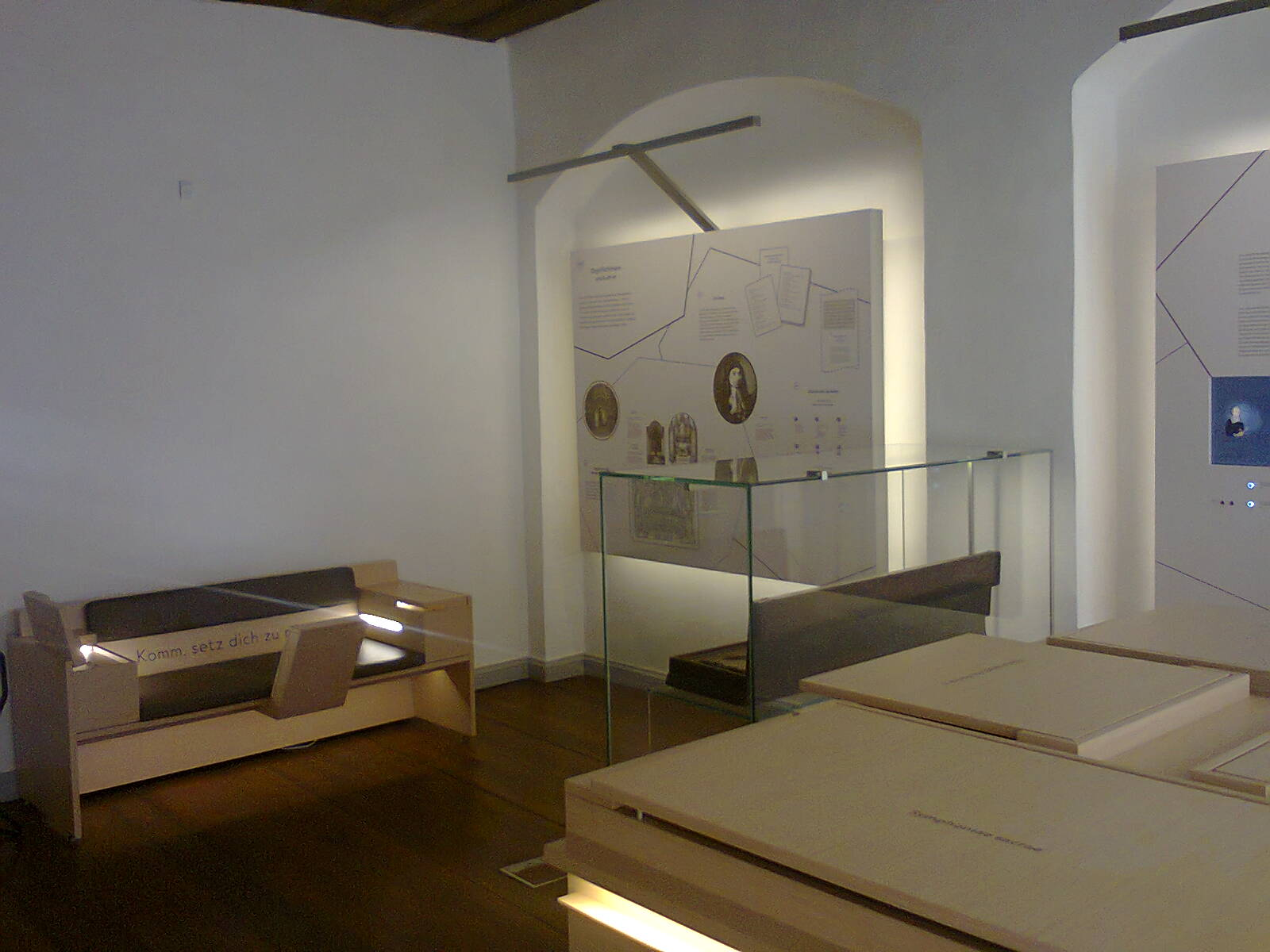
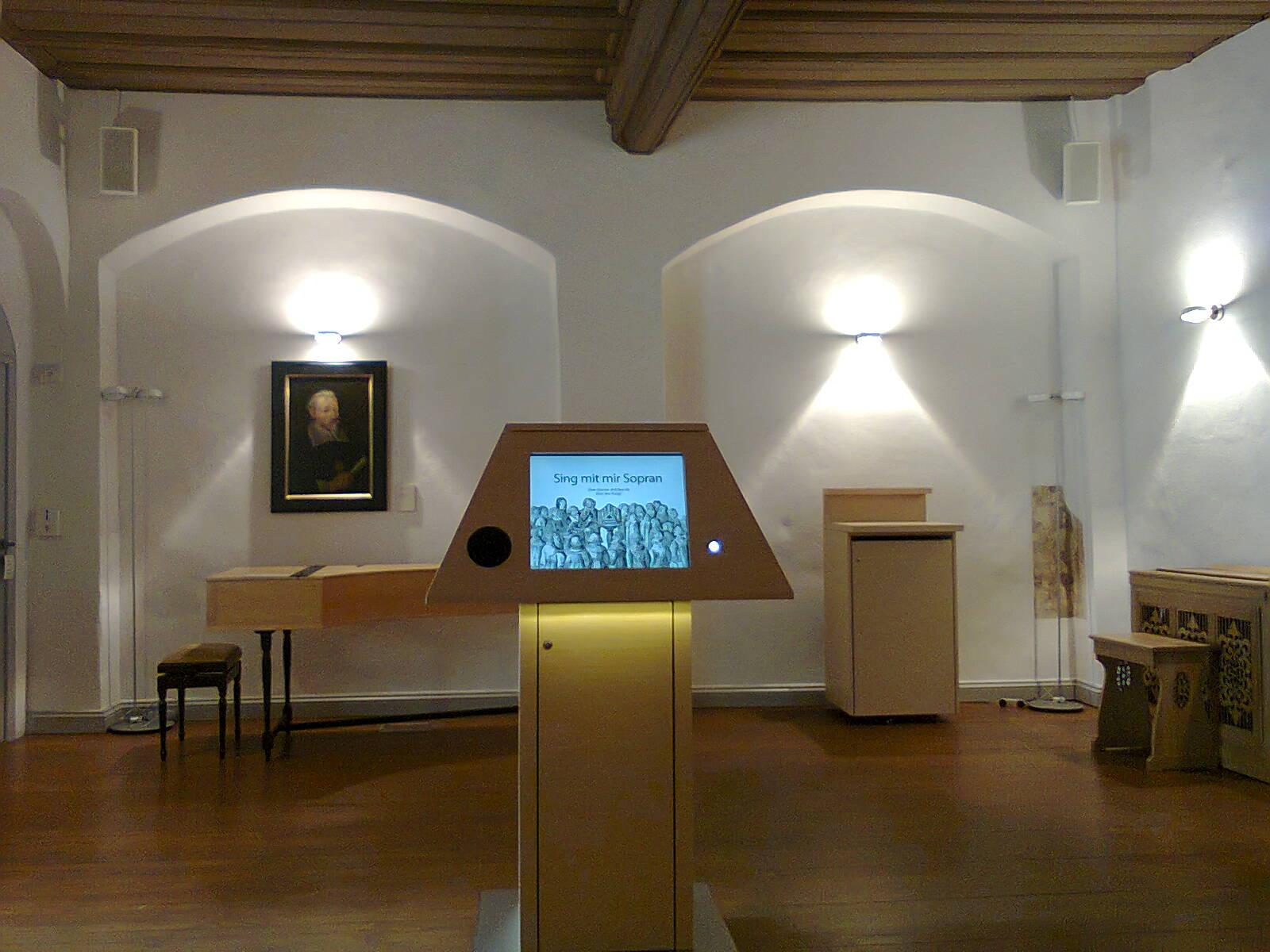
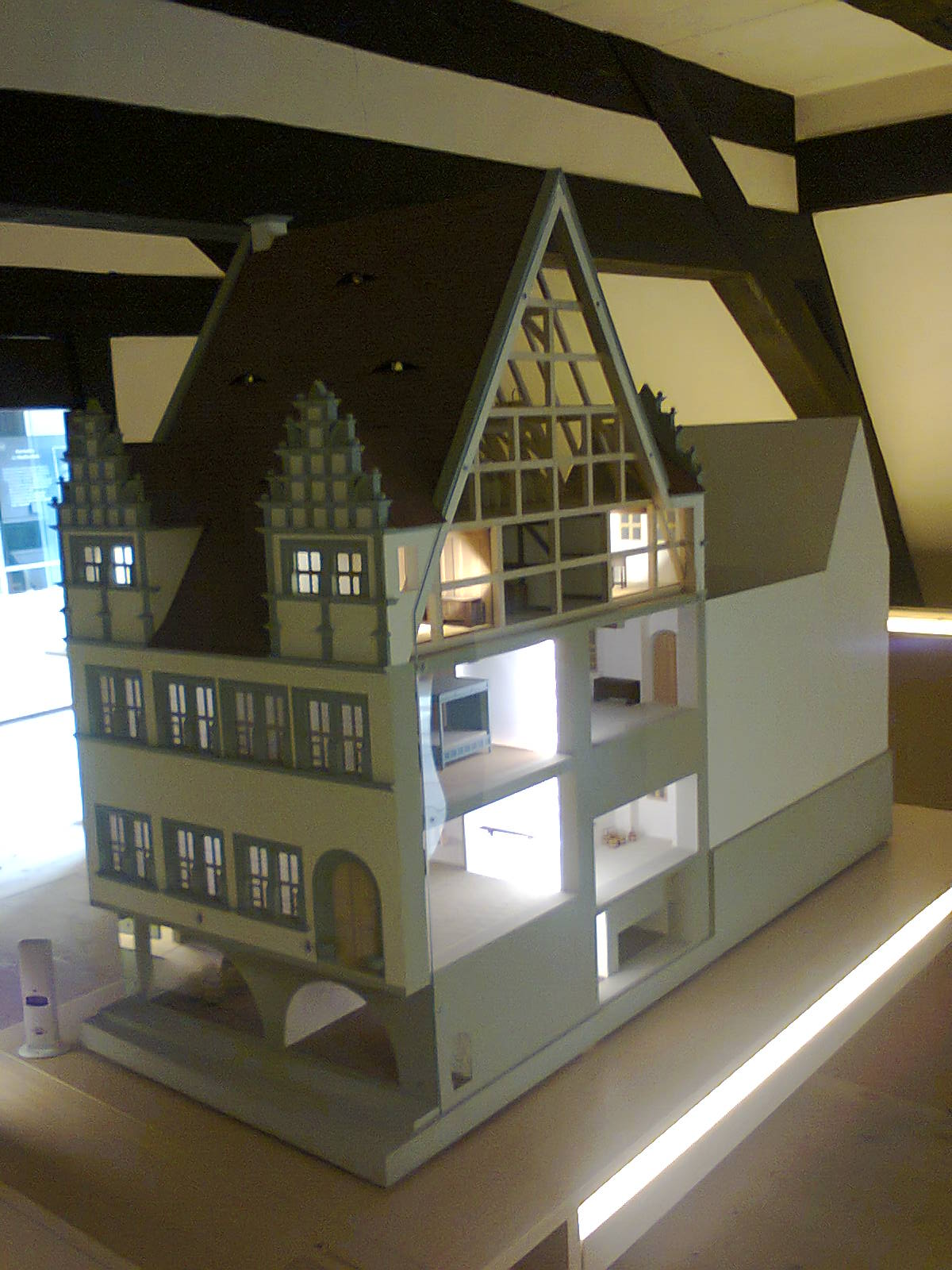